# Austrohyboella gibbera
Austrohyboella gibbera är en insektsart som beskrevs av Rehn, J.A.G. 1952. Austrohyboella gibbera ingår i släktet Austrohyboella och familjen torngräshoppor. Inga underarter finns listade i Catalogue of Life.